# ديفيا ديشموك
ديفيا ديشموك (ولدت في 9 ديسمبر 2005) هي لاعبة شطرنج هندية تحمل لقب أستاذة شطرنج وأستاذة دولية. وهي حاصلة على الميدالية الذهبية ثلاث مرات في الأولمبياد. كما فازت بالعديد من الميداليات الذهبية في بطولة آسيا وبطولة العالم للناشئين وكذلك بطولة العالم للشطرنج للشباب.

## الحياة المبكرة والتعليم
ولدت ديشموك في ناغبور في عائلة ماراثية. والداها هما جيتندرا ديشموخ ونامراثا ديشموخ ويعملان بالطب. وقد أكملت امتحانات مجلس الصف الثاني عشر مؤخرًا.

## المسيرة المهنية في الشطرنج
أصبحت ديشموم أستاذة شطرنج كبرى رقم 21 في الهند في عام 2021. فازت ببطولة الشطرنج الهندية للسيدات عام 2022. كما فازت بميدالية برونزية فردية في أولمبياد الشطرنج عام 2022. كانت أيضًا جزءًا من فريق أولمبياد الشطرنج عبر الإنترنت التابع للاتحاد الدولي للشطرنج 2020 الحائز على الميدالية الذهبية. واعتبارًا من ديسمبر 2024 أصبحت لاعبة الشطرنج الثانية في الهند.
في عام 2023، فازت ببطولة آسيا للسيدات للشطرنج في ألماتي. ثم احتلت المركز الأول في قسم السيدات السريع في بطولة تاتا ستيل الهندية للشطرنج، على الرغم من كونها المصنفة الأخيرة. وفي هذه البطولة هزمت هاريكا درونافالي، وفانتكا أجراوال، وكونيرو هامبي، وسافيتا شري بي، وإيرينا كروش، ونينو باتسياشفيلي، وتعادلت مع بطلة العالم للسيدات جو وينجون وآنا أوشينينا، وتكبدت خسارتها الوحيدة أمام بولينا شوفالوفا.
في مايو 2024، كانت ديشموخ بطلة بطولة الشارقة تشالنجرز، وهو فوز كبير في البطولة المفتوحة أكسبها مكانًا في بطولة الشارقة ماسترز في العام التالي. في يونيو، أصبحت بطلة العالم في الشطرنج للفتيات تحت 20 عامًا لعام 2024. أصبحت رابع هندية تفوز بلقب بطولة العالم للفتيات الناشئات بعد كونرو هامبي في عام 2001، وهاريكا درونافالي في عام 2008، وسوميا سواميناثان في عام 2009. وفي حاجة إلى الفوز في الجولة النهائية، هزمت المصنفة الثالثة البلغارية بيلوسلافا كراستيفا في معركة ماراثونية استمرت خمس ساعات لتأمين 10 نقاط من أصل 11 ممكنة وفازت بالميدالية الذهبية.
في سبتمبر 2024، فازت بالميدالية الذهبية للفريق بالإضافة إلى الميداليات الذهبية الفردية في أولمبياد الشطرنج الخامس والأربعين في عام 2024.